# 흰기러기
흰기러기 또는 눈기러기(snow goose)는 기러기목 오리과의 조류이다.

## 특징

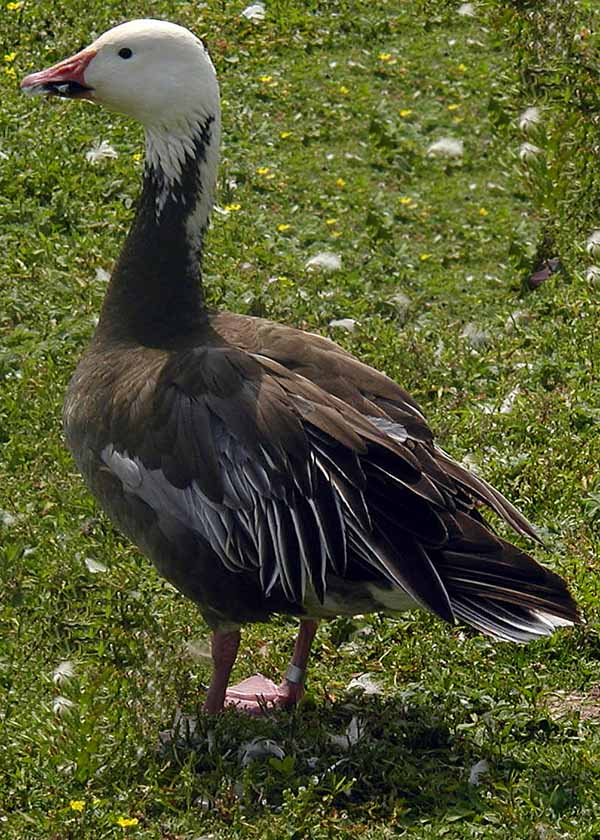

이 품종은 크기 및 지리에 기초하여 2가지 아종으로 나뉜다. 몸의 색깔이 흰 종류와 청회색인 종류로 나뉜다. 색깔이 달라서 서로 다른 품종으로 취급 받았으나 이종교배가 가능하고 같은 영역에서 생활하기 때문에 같은 품종으로 분류하고 있다. 흰색 개체의 경우 전체적으로 흰 깃털로 둘러싸여 있으며 날개 끝의 깃털은 검은색이다. 청회색 개체는 머리와 목, 꼬리 끝 부분이 흰색이며, 그 밖의 부분은 청회색 깃털로 둘러싸여 있다. 흰기러기의 몸길이는 64~70cm이고 몸무게는 2.05~2.7kg이다. 흰기러기의 날개폭은 135~165cm이다.

## 사진

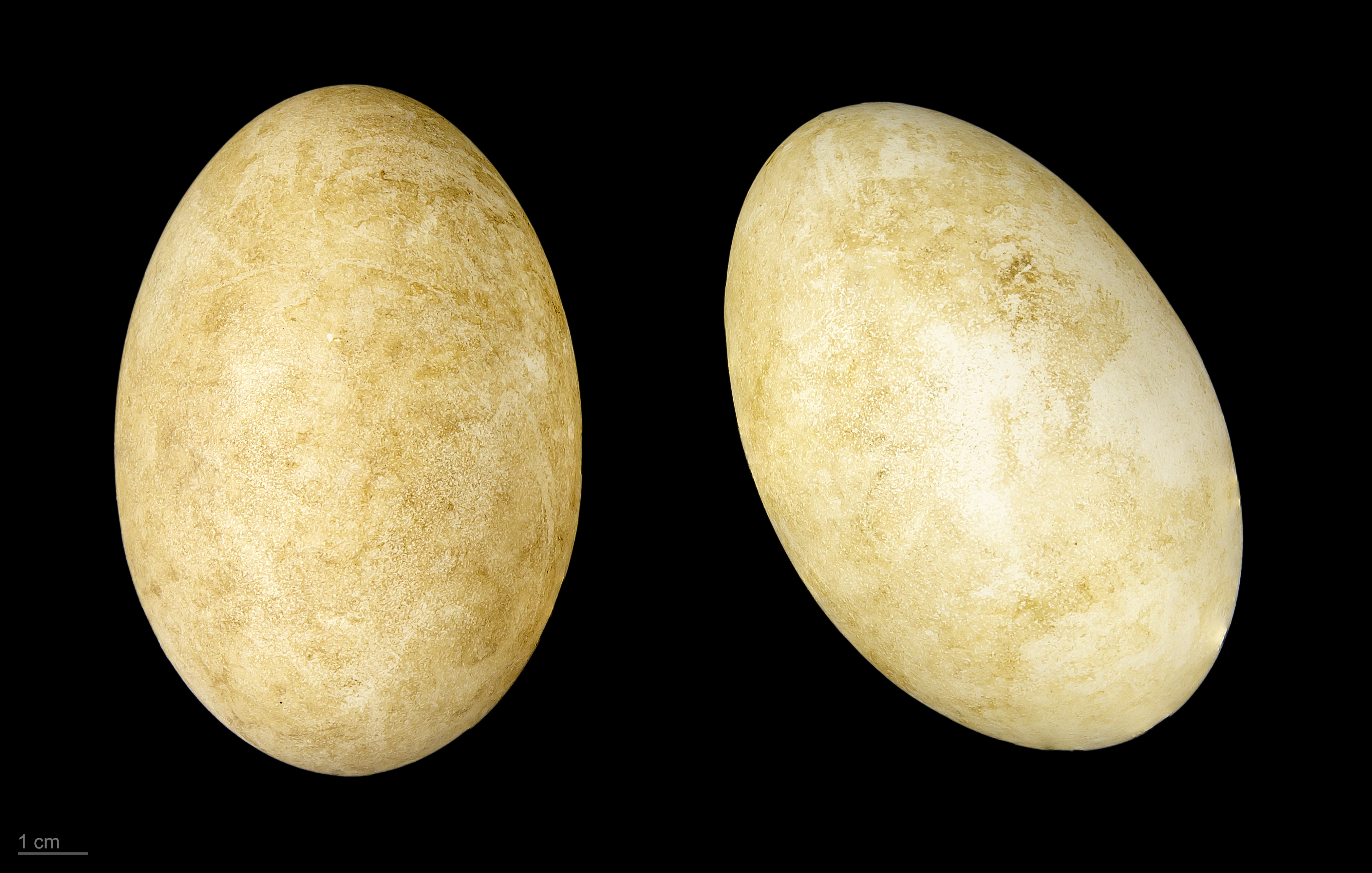
Anser caerulescens
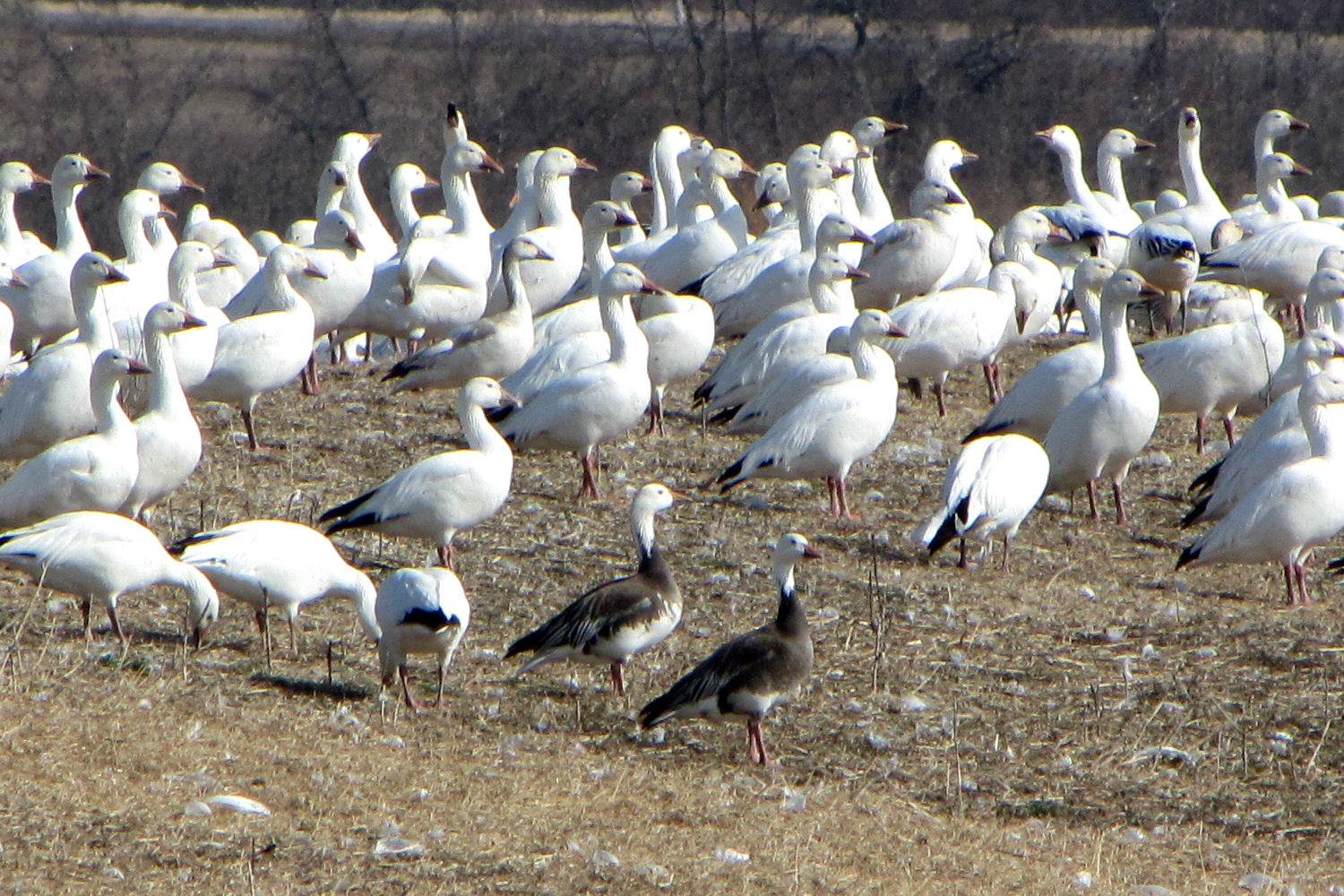
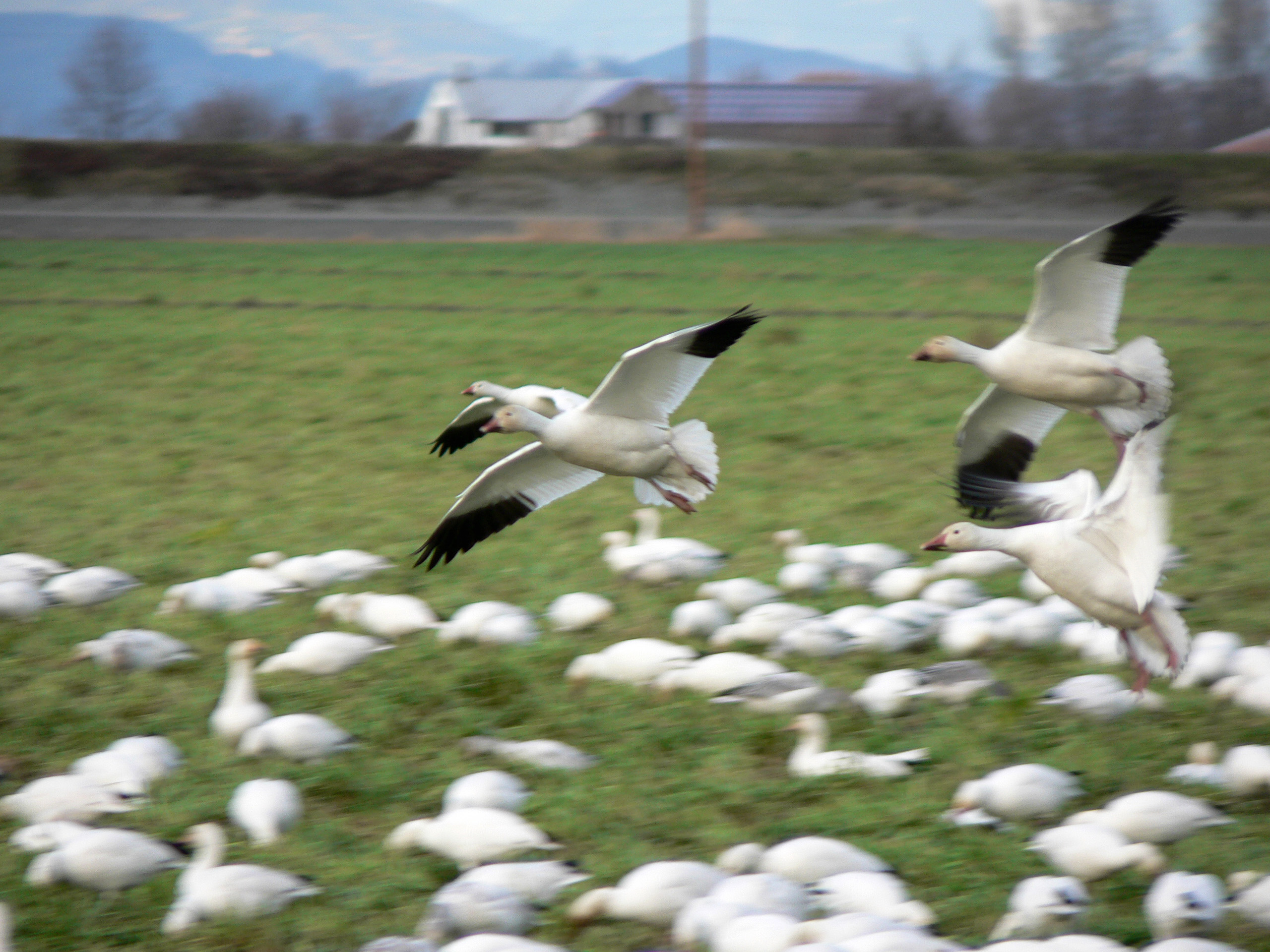
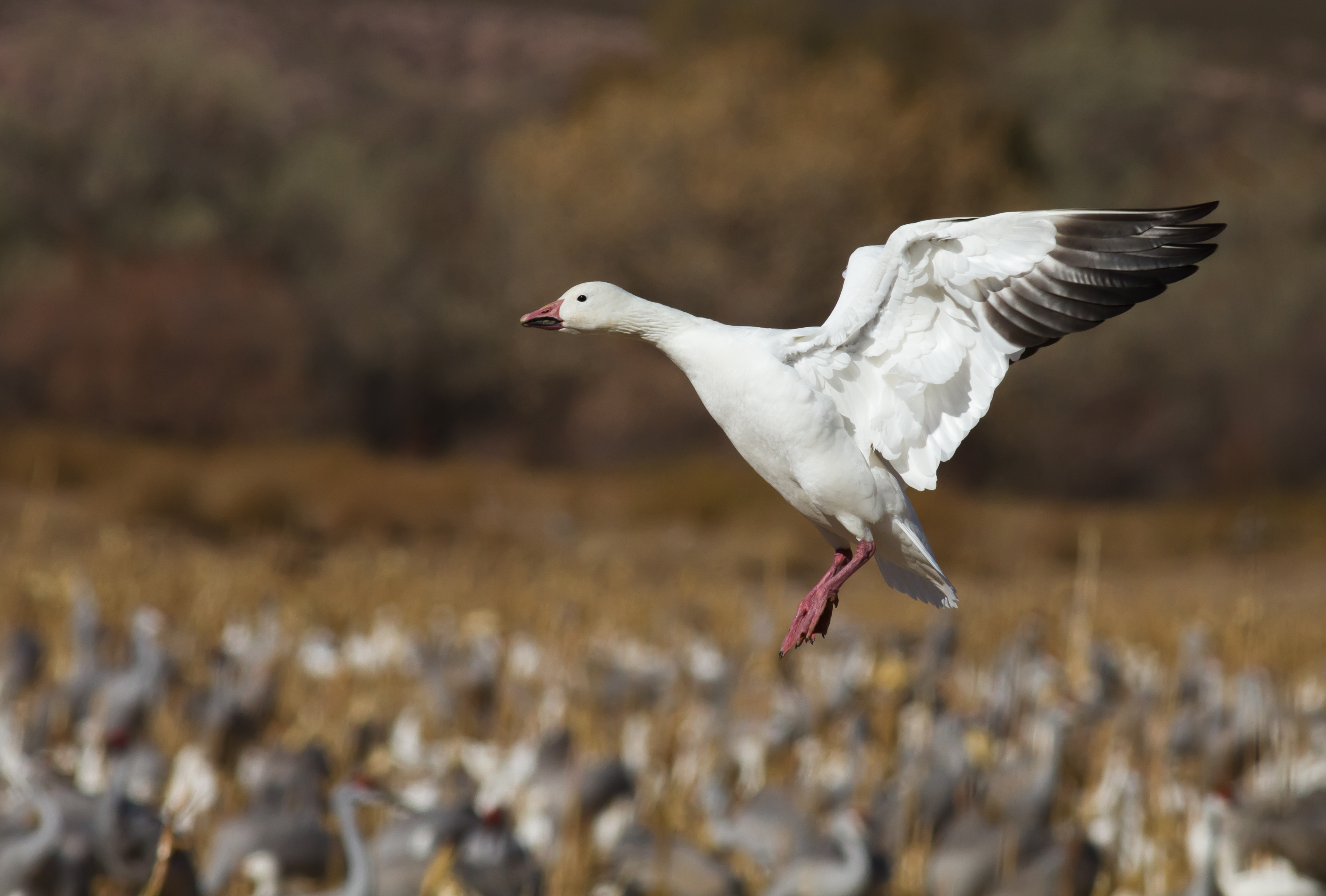
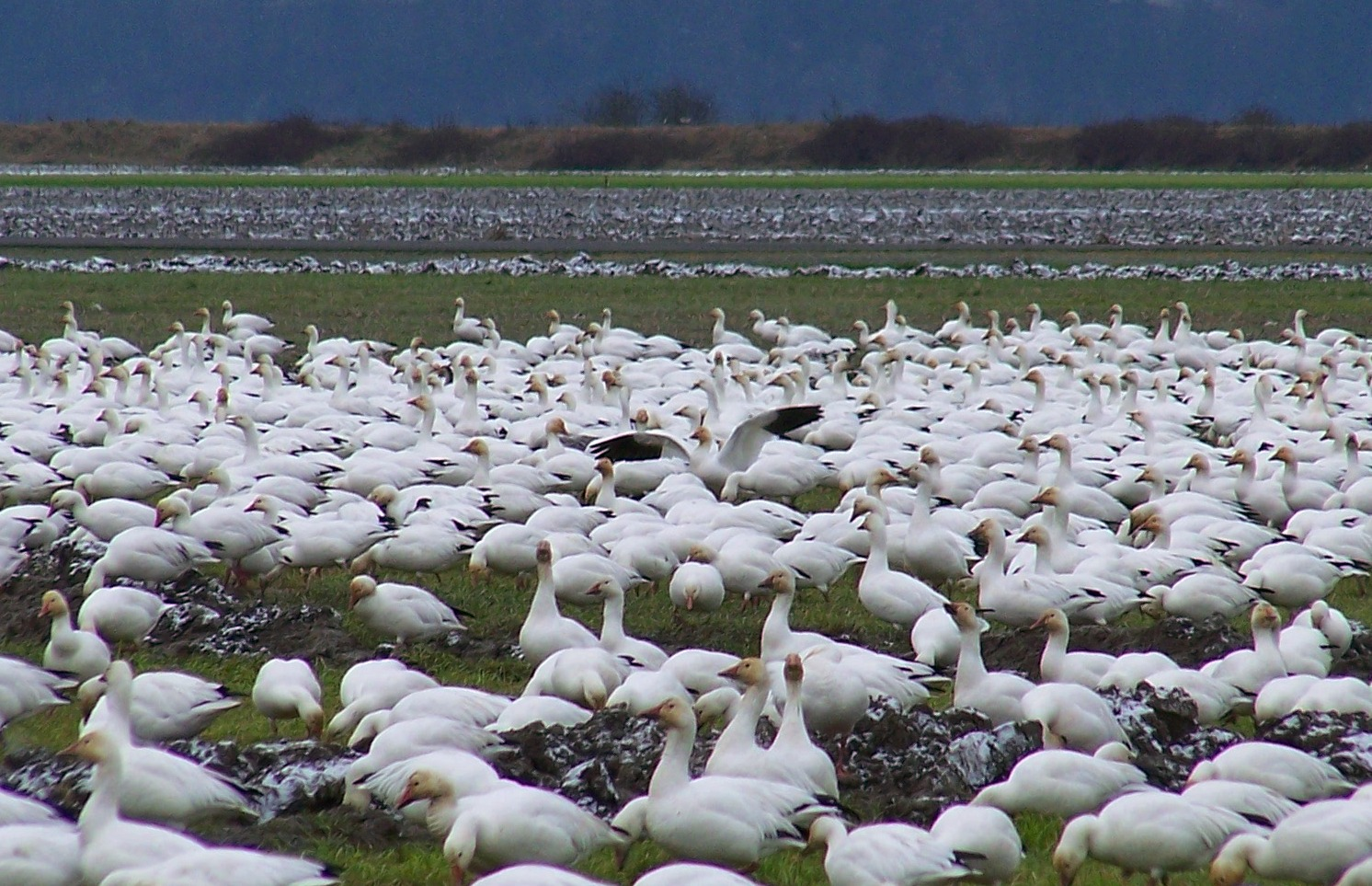
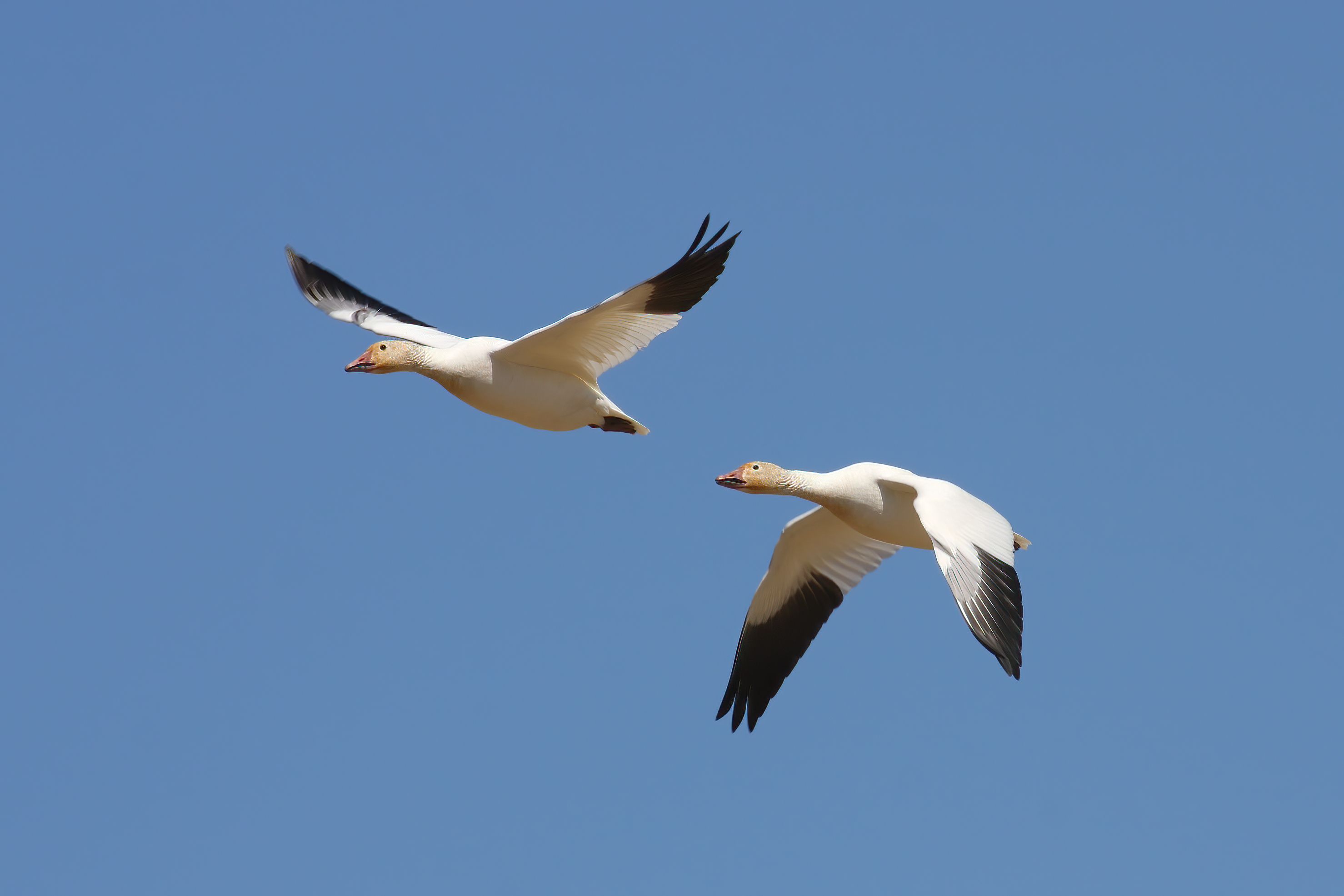